# Мар-Чикіта (Кордова)
Мар-Чикі́та (ісп. Mar Chiquita — «маленьке море»), або Мар-де-Ансену́са (ісп. Mar de Ansenuza), або Лагун́а-де-лос-Поро́нгос (ісп. Laguna de los Porongos) — безстічне солоне озеро, розташоване в північно-східній частині аргентинської провінції Кордова. Є найбільшим природним солоним озером в Аргентині.
Озеро займає південну частину западини розміром 80 (північ-південь) на 45 (захід-схід) км. Оскільки глибина озера невелика (близько 10 м), його площа сильно коливається від 2 до 6 тис. км², що відповідає висоті над рівнем морить 66-69 м.
В основному Мар-Чикіта живиться солоними водами річки Ріо-Дульсе, яка тече з провінції Сантьяго-дель-Естеро, зливаючись на півночі з Ріо-Саладійо. Територія в нижній течії Ріо-Дульсе і Мар-Чикіти заболочена і населена різноманітними видами тварин, особливо водоплавними птахами. З південно-західного боку озеро нерегулярно підгодовується річками Ріо-Прімеро і Ріо-Сегундо, що стікають з гір Сьєрра-де-Кордова, а також кількома струмками. Солоність озера сильно варіює — від 250 г/л під час низької води до 40 г/л у вологі роки (наприклад, в 1980-і).
На озері знаходиться декілька островів, найбільший з них — острів Медано (2 км на 150 м). Мар-Чикіта поволі зменшується в об'ємі через випаровування, що поступово збільшуються, і підйому дна, тому врешті-решт перетвориться на солончак.